# Nicholas D. Kristof

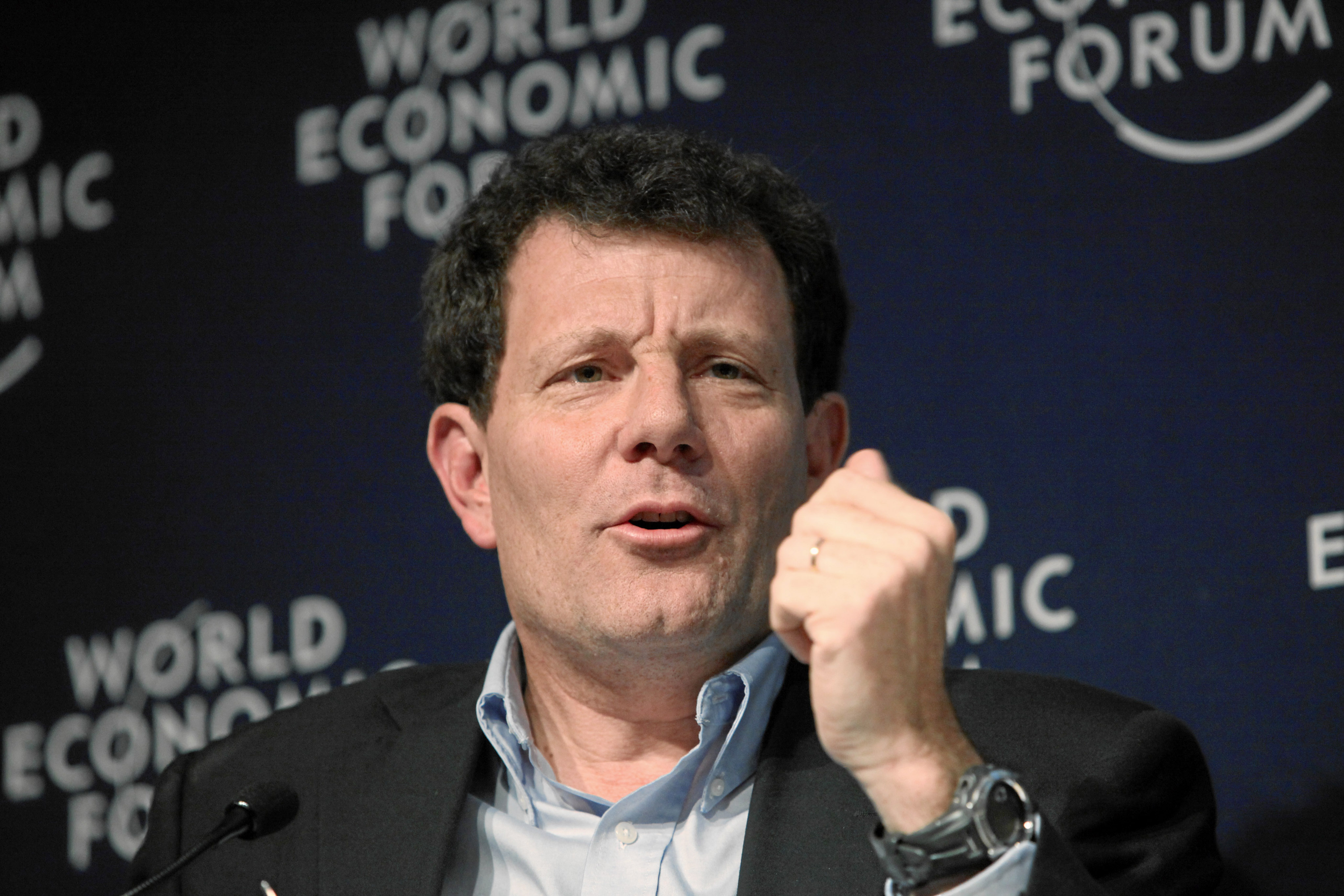
Nicholas Kristof beim Weltwirtschaftsforum, Davos 2010

Nicholas Donabet Kristof (* 27. April 1959 in Chicago, Illinois) ist ein US-amerikanischer Journalist, Autor und Kolumnist sowie zweifacher Pulitzer-Preisträger.

## Leben

### Werdegang
Kristof studierte an der Harvard University und am Magdalen College der Universität Oxford. 1981 wurde er Mitglied der Phi Beta Kappa Gemeinschaft. Er begann 1984 für die The New York Times als Korrespondent zu arbeiten. Heute schreibt er als Kolumnist für verschiedene Printmedien, wie zum Beispiel die Los Angeles Times, das Time Magazine und The New York Times.
1990 gewannen er und seine Ehefrau Sheryl WuDunn den Pulitzer Prize for International Reporting für ihre Berichterstattung über das Tian’anmen-Massaker. 2006 gewann Kristof zum zweiten Mal die Auszeichnung in der Rubrik Pulitzer Prize for Commentary für seine Kommentare zum Darfur-Konflikt.
Kristof und Sheryl WuDunn veröffentlichten in 2009 das Buch Die Hälfte des Himmels: Wie Frauen weltweit für eine bessere Zukunft kämpfen (Originaltitel: Half the Sky) über die Diskriminierung von Frauen in der Welt und deren Kampf dagegen.
2017 wurde Kristof in die American Academy of Arts and Sciences gewählt.

### Familie
Kristof lebt mit seiner Ehefrau der Journalistin Sheryl WuDunn und ihren 3 Kindern auf einer kleinen Farm in der Nähe von Yamhill, Oregon.

## Werke
- Chasing Hope: A Reporter’s Life. Random House, New York 2024, ISBN 978-0-593-53656-8.